# Aviva
Aviva plc — британская страховая компания, одна из крупнейших в мире, отнесена к разряду системно значимых для мировой экономики. Основными рынками для неё являются Великобритания, Ирландия, Канада и Италия. В списке Fortune Global 500 за 2021 год компания заняла 157-е место.

## История
Создана в 2000 году путём слияния компаний Norwich Union и CGU (Commercial and General Union). Ведёт свою историю с а (Лондон, первая компания — «Hand in Hand»).
Крупнейшая из составляющих компаний, Commercial Union, была результатом крупного пожара в Лондоне в 1861 году — страховщики резко повысили плату по полисам страхования складов, и торговцы решили организовать собственную страховую компанию, Commercial Union Fire Insurance Company. Компания быстро расширила деятельность на все крупные города Великобритании, а также в Германии и британских колониях. В 1871 году были открыты отделения в Бостоне и Чикаго, к концу XIX века три четверти выручки приносили зарубежные операции. Первым крупным поглощением стала другая британская компания Palatine Insurance Company, это расширило деятельность компании на все виды страхования. За этим поглощением последовали и другие, включая старейшую страховую компанию Британии Hand in Hand, основанную в 1696 году. Покупка Northern and Employers Assurance в 1968 году сделала Commercial Union крупнейшей страховой компанией Великобритании. С середины 1970-х годов компания начала сокращать деятельность в США и увеличивать присутствие в Европе.
General Accident была основана в Шотландии в 1885 году для страхования ответственности работодателей за увечья их сотрудников. Компания также вскоре начала расширять географию присутствия и спектр услуг, особенно успешным начинанием было автострахование, которым General Accident начала заниматься уже с 1920-х годов. В 1960-х годах компания заняла прочные позиции на рынке США, который приносил ей около трети выручки, но в 1980-х годах прибыль от этих операций начала падать, положение компании также подорвала неудачная покупка новозеландской финансовой группы NZI Corporation в 1988 году.
В 1998 году Commercial Union и General Accident объединились, образовав CGU PLC, которая стала второй крупнейшей страховой компанией страны. После слияния с Norwich Union в 2000 году объединённая компания CGNU стала крупнейшим страховщиком Великобритании. Компания Norwich Union была основана в 1797 году для страхования от пожаров. В 2001 году были проданы операции в ЮАР и Германии, а также часть в США. В 2002 году название было изменено на Aviva (палиндром на основе латинского «viva» — «живой»).
В 2006 году присутствие в США было увеличено покупкой за 2,9 млрд долларов AmerUs Group, но уже в декабре 2012 года все операции в этой стране (Aviva USA Corporation) были проданы Athene Holding всего за 1,8 млрд долларов. В апреле 2015 года за 5,6 млрд фунтов была куплена Friends Life Group. В феврале 2021 года за 3,2 млрд евро был продан бизнес во Франции.
С мая 2008 года — спонсор футбольного клуба «Норвич Сити».

## Руководство
- Джордж Калмер (George Culmer) — председатель совета директоров с мая 2020 года, в компании с 2019 года, до этого был главным финансовым директором Lloyds Banking Group.
- Аманда Блан (Amanda Blanc) — главный исполнительный директор Aviva Plc с июля 2020 года, до этого возглавляла филиал AXA в Великобритании и Ирландии[1].

## Деятельность
В 2020 году выручка компании составила 46,6 млрд фунтов стерлингов, из них 29 млрд пришлось на страховые премии, 19,3 млрд — на инвестиционный доход; страховые выплаты составили 21 млрд фунтов. Активы на конец года составили 480 млрд фунтов, в том числе 351 млрд — инвестиции (216 млрд — облигации, 100 млрд — акции компаний).
Подразделения:
- Страхование жизни в Великобритании и Ирландии — выручка 22,14 млрд фунтов.
- Другие виды страхования в Великобритании и Ирландии — выручка 4,82 млрд фунтов.
- Страхование в Канаде — выручка 3,3 млрд фунтов.
- Инвестиции — выручка 0,57 млрд фунтов.
- Страхование на других рынках:
  - Франция — выручка 7,44 млрд фунтов.
  - Италия — выручка 6,83 млрд фунтов.
  - Польша (с отделением в Литве) — выручка 0,86 млрд фунтов.
  - Прочие — КНР, Индия, Сингапур и Турция, выручка 54 млн фунтов[1].

|                     | 2005  | 2006  | 2007  | 2008   | 2009  | 2010  | 2011  | 2012   | 2013  | 2014  | 2015  | 2016  | 2017  | 2018  | 2019  | 2020  |
| ------------------- | ----- | ----- | ----- | ------ | ----- | ----- | ----- | ------ | ----- | ----- | ----- | ----- | ----- | ----- | ----- | ----- |
| Оборот              | 50,93 | 45,38 | 40,51 | 19,36  | 59,27 | 58,40 | 30,72 | 43,10  | 34,65 | 43,50 | 23,73 | 55,29 | 49,65 | 17,80 | 67,98 | 46,57 |
| Чистая прибыль      | 1,898 | 2,398 | 1,498 | -0,885 | 1,315 | 1,892 | 0,060 | -3,050 | 2,151 | 1,738 | 1,097 | 0,859 | 1,646 | 1,687 | 2,663 | 2,910 |
| Активы              | 263,4 | 292,7 | 321,3 | 354,6  | 354,4 | 370,1 | 312,4 | 315,7  | 281,6 | 285,7 | 387,8 | 440,4 | 442,7 | 430,5 | 460,0 | 479,9 |
| Собственный капитал | 11,09 | 14,06 | 15,93 | 14,45  | 15,09 | 17,73 | 15,36 | 11,36  | 11,02 | 12,28 | 18,27 | 19,55 | 19,14 | 18,46 | 18,69 | 20,56 |

### Aviva в России
26 февраля 2006 года ЗАО СК «Авива» получила лицензию ФССН на осуществление страхования в области долгосрочного страхования жизни на российском рынке. Акционеры ЗАО СК «Авива» на момент учреждения: «Aviva International Holdings Limited» (99,9983 %) и «CGU International Insurance plc» (0,0017 %). В 2013 году страховую компанию «Авива» купило ООО «КИТ Финанс Капитал», одним из основных бенефициаров которого является НПФ Благосостояние, после чего она была переименована в ЗАО «Страховая компания „Благосостояние“».
В России компания представлена в Москве, Санкт-Петербурге, Екатеринбурге, Нижнем Новгороде, Казани, Ростове-на-Дону и Тюмени.

## Дочерние компании
Основные дочерние компании на конец 2020 года:
- Великобритания: Aviva Central Services UK Ltd.; Aviva Employment Services Ltd.; Aviva Health UK Ltd.; Aviva Insurance Ltd.; Aviva International Insurance Ltd.; Aviva Investors Global Services Ltd.; Aviva Investors Pensions UK Ltd.; Aviva Life & Pensions UK Ltd.; Aviva Life Services UK Ltd.; Aviva Pension Trustees UK Ltd.; Aviva UK Digital Ltd.; Aviva Wrap UK Ltd.; Gresham Insurance Company Ltd.; The Ocean Marine Insurance Company Ltd.; Aviva Management Services UK Ltd.; Aviva Administration Ltd.
- Канада: Aviva Canada Inc.; Aviva Insurance Company of Canada; Aviva General Insurance Company; Elite Insurance Company; Pilot Insurance Company; Scottish & York Insurance Co. Limited; S&Y Insurance Company; Traders General Insurance Company
- Франция: Aviva France SA (99.9 %); Aviva Assurances SA (100 %); Aviva Investors France SA (99.3 %); Aviva Investors Real Estate France SA (100 %); Aviva Solutions (100 %); Aviva Vie SA (100 %) ;Locamat SAS (100 %); NEWCO (99.7 %)
- Ирландия: Aviva Life and Pensions Ireland Designated Activity Company; Aviva Insurance Ireland Designated Activity Company
- Италия: Aviva Italia Holdings S.p.A.; Aviva S.p.A (50.0 %); Aviva Italia S.p.A (100 %); Aviva Life S.p.A(100 %); Aviva Life Vita S.p.A (80 %)
- Польша: Aviva Powszechne Towarzystwo Emerytalne Aviva Santander S.A.(90 %); Aviva Towarzystwo Ubezpieczen Na Zycie S.A. (90 %); Aviva Towarzystwo Ubezpieczen Ogolnych S.A.(90 %); Santander Aviva Towarzystwo Ubezpieczeń SA (51 %); Santander Aviva Towarzystwo Ubezpieczeń na Życie SA (51 %)
- Литва: Uždaroji akcinė gyvybės draudimo ir pensijų bendrovė «Aviva Lietuva»
- Вьетнам: Aviva Vietnam Life Insurance Company Limited (90 %)
- Барбадос: Victoria Reinsurance Company Limited
- Бермуды: Aviva Re Limited
- Китай: Aviva-COFCO Life Insurance Company Limited (50 %)
- Индия: Aviva Life Insurance Company India Limited (49 %)
- Турция: AvivaSA Emeklike ve Hayat (40 %)
- Сингапур: Aviva Singlife Holdings Pte. Ltd.(26 %)